# 伯州山
伯州山（はくしゅうざん）は鳥取県と岡山県にまたがり、山頂は人形峠の約5km東にある。
山頂には三等三角点「伯作山」（標高1044メートル）が設置されている。

## 地誌
伯州山は中国山地の中の頂の一つで、山頂を含む稜線は鳥取県と岡山県の県境に成し、人形仙と三国山の間に位置する。
山頂からは360度の展望が開けているが、頂上一帯は霧が多いことから「霧ヶ原」と呼ばれる。

### 山名
国土地理院の2万5000分の1地形図では、この山は無名で三角点のみが記載されている。日本山岳会山陰支部の『鳥取県境の山』に拠ると、この山は鳥取県・岡山県のどちらでも特定の名称では呼ばれていなかった。
1892年（明治25年）に、山頂に三等三角点「伯作山」が設置された。おそらく「伯耆」と「美作」の境にあることからこの名が与えられたとされている。
昭和30年代に岡山県側の上齋原村（現在の鏡野町）が作成した地図では「伯州山」と表記したが、上斎原村が編纂した村史では、これは戦前の「伯作山」の誤記もしくは転訛だとしている。しかし、同村ではその後も「伯作山」表記を行っている。

## 登山ルート
かつては鳥取県・岡山県の両方から登山道があったが、近年は南麓の鏡野町側に登山道だけが整備されている。
昭和30年代までは、鳥取県側の小鹿川上流の神倉・丹戸地区と岡山県側の赤和瀬地区を結ぶ生活道路があり、「丹土越し」と呼ばれていた。当時は約2時間の行程で両村を繋いでおり、三徳山への参詣や交易・婚姻などに利用していたという。
現在の国土地理院地図には鳥取県側の加茂川上流の鉛山地区から山頂へ至る道が記されているが、『鳥取県境の山』では、今は「踏み跡も消えて通行不能」としている。実際に利用できるのは岡山県側からのルートだけだが、これは国土地理院地図には掲載されていない。岡山県側からは2つのルートがあり、東側の「本谷コース」と西側の「滝谷コース」がある。「滝谷コース」は、かつての丹土越しに相当し、途中までは車の通行もできる。両コースは山頂の200メートルほど手前で合流し、そこに避難小屋がある。避難小屋から山頂までは道がなく、藪漕ぎとなる。赤和瀬地区から山頂までは約1時間15分の行程である。